# Samoana attenuata
Samoana attenuata é uma espécie de gastrópode da família Partulidae.
É endémica da Polinésia Francesa (existente no Taiti, Moorea, Raiatea e arquipélago da Sociedade. Extinto em Bora Bora). Está em perigo crítico na natureza como resultado da introdução da espécie predadora Euglandina rosea.